# Josep Maria Fontana Tarrats
Josep Maria Fontana Tarrats (Reus, 27 de novembre de 1911 - Sanxenxo, 12 d'agost de 1984) va ser un polític reusenc, un dels fundadors el 1931 de les JONS (Juntas de Ofensiva Nacional Sindicalista), de la revista cultural Destino el 1937, i Procurador en Corts entre 1943 i 1958.

## Biografia
De família benestant, els seus avis van fundar «La Industrial Harinera» i la «Fabril Cotonera», i el seu pare, Josep Fontana Grau, va ser comerciant d'oli i fruita seca.
Va marxar a Barcelona a estudiar Comerç, i allí va entrar en contacte amb les avantguardes literàries del grup de Luys Santa Marina, representats en la revista Azor, i que es trobaven a les tertúlies literàries de la cafeteria barcelonina "L'or del Rhin", a la cantonada de la Gran Via amb la Rambla Catalunya.
Milità inicialment en el tradicionalisme, però l'atracció per la figura de Ramiro Ledesma Ramos el va dur a fundar la secció de les JONS a Reus el 1933 i de la Falange Española el 1934. El 1935 Robert Bassas Figa el nomenà Cap Territorial de Premsa i Propaganda de Catalunya. La sublevació franquista del 18 de juliol de 1936 el va sorprendre estiuejant a Prades i va fugir a Barcelona, d'on es va escapar amb identitat falsa cap a França. Allí es va casar amb Teresa Bertran d'Osó, i posteriorment va fer cap a Burgos.
Va participar en els fets de Salamanca amb Manuel Hedilla l'abril de 1937, es va allistar a la Tercera Centúria Territorial de Falange i va marxar al front. Va lluitar a Terol com a membre de les centúries catalanes, però el setembre de 1937 va ser ferit i enviat a Sant Sebastià, on el 1938 José Ribas Seva el va nomenar cap territorial a Tarragona de FE de las JONS. Va prendre part a la Batalla de l'Ebre, sobretot a Gandesa i Ulldecona. L'any 1939, tot i les seves gestions, no va poder evitar l'afusellament del seu oncle Ferran Fontana Grau, advocat, músic i poeta militant de la FAI, anarquista i antifeixista, sentenciat en consell de guerra, segons unes versions. L'escriptor Xavier Amorós, en canvi, diu que el capitost de Falange va optar, durant la primera repressió dels vencedors, per no aturar la condemna a mort del seu propi tiet, l’advocat laboralista i compositor Ferran Fontana Grau. També va col·laborar a Destino.
Va exercir diversos càrrecs secundaris sota el règim de Franco (governador civil de Granada entre 1943 i 1947), i diputat a les Corts espanyoles entre 1943 i 1955. Va ser cap del Sindicato Nacional Textil fins a 1954. El fet de separar-se de la seva esposa per casar-se amb Teo Abad va malmetre'n la carrera política, perquè després de 1955 va tenir només càrrecs menors: secretari de la Cambra de Comerç de Madrid i del Tribunal de Defensa de la Competència. El 1979 va publicar el llibre Dos trenes se cruzan en Reus,  una obra molt crítica contra els reusencs catalanistes més coneguts.

## Obres[1]
- Destino y Constitución de España. Madrid: Ediciones de la Vicesecretaría de Educación Popular, 1945
- Los catalanes en la guerra de España. Madrid: Samarán, 1951
- La lucha por la industrialización de España. Madrid: Ateneo, 1953
- Dos trenes se cruzan en Reus. Barcelona: Acervo, 1979
- Franco. Radiografía del personaje para sus contemporáneos. Barcelona: Acervo, 1979